# Joan Spillane
Joan Spillane (n. 31 ianuarie 1943, Glen Ridge⁠(d), New Jersey, SUA) este o înotătoare americană, medaliată olimpică. A participat la o ediție a Jocurilor Olimpice (1960) în care a câștigat o medalie de aur.